# Hewett Cottrell Watson
Hewett Cottrell Watson (Firbeck, Rotherham, Yorkshire, 9 de maio de 1804 – Thames Ditton, Surrey, 27 de julho de 1881) foi um botânico britânico, pioneiro de biogeografia e da ecologia vegetal.

## Biografia
Watson foi o filho mais velho de Holland Watson, um Juiz de Paz e Prefeito de Congleton em Cheshire, e sua esposa, Harriet Powell. Sua mãe morreu quando ele tinha quinze anos. Ele tinha sete irmãs mais velhas e dois irmãos mais novos e sua vida inicial foi marcada por um relacionamento terrível com seu pai, um conservador reacionário cujo caráter o próprio Watson detalhou em anos posteriores. Watson frequentou a Escola Secundária de Dinnington, depois uma escola para meninas, até o início da adolescência. Quando adolescente, Watson sofreu uma grave lesão no joelho em uma partida de críquete, e nunca mais recuperou totalmente o movimento na articulação. A mãe de Watson havia tentado distraí-lo das tensões familiares enviando-o para trabalhar com o jardineiro da família, e foi após sua morte que sua obsessão pela botânica começou. Enquanto se formava para a profissão jurídica em Liverpool, Watson se interessou por frenologia e decidiu estudar medicina e história natural na Universidade de Edimburgo (de 1828 a 1832). Ele foi eleito Presidente Sênior da Sociedade Médica Real como estudante de graduação, mas saiu sem obter um diploma devido a problemas de saúde. Em Edimburgo, tornou-se amigo do botânico Robert Graham, que incentivou seu interesse em biogeografia, e do frenologista George Combe, ingressando na Sociedade Frenológica de Edimburgo em 1829. Pouco depois, Watson herdou uma propriedade em Derbyshire. Em 1833, mudou-se para Thames Ditton. Ele viajou para os Açores em 1842, passando três meses coletando espécimes botânicos de quatro das maiores ilhas, enquanto servia às suas próprias custas como botânico do navio "Styx" sob o comando do Capitão Vidal.
Watson editou o "Phrenological Journal" de 1837 a 1840 e o "London Catalogue of British Plants" com George Edgar Dennes de 1844 a 1874.
Watson era conhecido por sua brilhante intelectualidade e por sua personalidade muitas vezes difícil e irascível. Ele levou uma vida isolada e restrita, nunca se casou e viajou apenas uma vez para fora da Grã-Bretanha. Candidatou-se sem sucesso – ou retirou suas candidaturas – para cargos acadêmicos seniores em Londres e Dublin e para um cargo sênior em Kew – ainda assim, era uma autoridade amplamente reconhecida em ciência botânica e na distribuição de espécies botânicas nas Ilhas Britânicas. Apesar de seu isolamento social, Watson demonstrou um notável domínio das questões científicas da época, incluindo a importância dos métodos estatísticos na investigação científica, a lateralização assimétrica da função cerebral e a transmutação de espécies (teoria evolutiva). Em 1836, publicou um artigo no "Phrenological Journal" intitulado "What is the Use of the Double Brain?" no qual especulou sobre o desenvolvimento diferencial dos dois hemisférios cerebrais humanos. Isso foi oito anos antes de Arthur Ladbroke Wigan publicar seu influente "The Duality of Mind" (1844). Watson era incomum entre os frenologistas por repudiar explicitamente a frenologia em anos posteriores.
Nos anos subsequentes, Watson foi fortemente influenciado pelas ideias do frenologista evolucionista Robert Chambers, e coletou evidências para – e defendeu – o conceito de transmutação de espécies. Ele se correspondeu com Charles Darwin, que vivia em Downe, cerca de 30 milhas de Thames Ditton, e Darwin se baseou muito na apreciação única de Watson sobre a distribuição de espécies de plantas britânicas. Em 1856, Watson realmente recusou um convite pessoal para discutir a teoria evolutiva com Darwin e Joseph Hooker, porque estava muito ocupado e não desejava viajar. No entanto, em A Origem das Espécies, Charles Darwin fez um generoso reconhecimento de Watson como uma fonte vitalmente importante de informação científica e, por sua vez, na publicação de "A Origem das Espécies", Watson foi um dos primeiros a escrever para Darwin – em 21 de novembro de 1859 – parabenizando-o por sua extraordinária conquista.
O sistema de vice-condados Watsonianos usado por botânicos até hoje é uma de suas contribuições duradouras para a ciência botânica.

## Publicações
H. C. Watson foi um escritor prolífico, publicando entre muitas outras as seguintes obras:
- 1832: Outlines of Distribution of British Plants
- 1835–1837: New Botany Guide
- 1847–1859: Cybele Britannica 4 vols.
- 1860, 1872: Supplements to the Cybele Britannica. 2 parts
- 1870: A Compendium of the Cybele Britannica
- 1870: the botany section in Frederick DuCane Godman's Natural History of the Azores
- 1873–1874 Topographical Botany 2 vols. Conteúdo: pt 1º. Ranunculaceae-coníferas – pt. 2º. Orchidaceae-equisetaceae; Bibliografia: pp. 571–575. A 2ª ed. 1883 inclui as memórias de Watson de John G. Baker; dois suplementos emitidos em 1905 e 1929

Como editor
- The Phrenological Journal from 1837 e 1840
- The London Catalogue of British Plants from 1844 e 1874